# Перухина, Антонина Евдокимовна
Антонина Евдокимовна Перухина (10 марта 1911, село Кунье, Изюмский уезд, Харьковская губерния, Российская империя — 26 августа 2010, посёлок имени Артёма, Константиновский район, Донецкая область, Украина) — звеньевая молочного совхоза № 9 имени Артёма Министерства совхозов СССР, Константиновский район Сталинской области, Украинская ССР. Герой Социалистического Труда (1949).

## Биография
Родилась в 1911 году в крестьянской семье в селе Кунье Изюмского уезда. С раннего возраста трудилась в сельском хозяйстве, затем в довоенное время — на заводе «Автостекло» Константиновского района. В послевоенное время — звеньевая молочного совхоза № 9 имени Артёма в одноимённом посёлке Константиновского района.
В 1948 году звено под её руководством собрало в среднем с каждого гектара по 33,3 центнера пшеницы на участке площадью 48 гектаров. Указом Президиума Верховного Совета СССР от 14 мая 1949 года удостоена звания Героя Социалистического Труда за «получение высоких урожаев пшеницы при выполнении совхозами плана сдачи государству сельскохозяйственных продуктов в 1948 году и обеспеченности семенами всех культур в размере полной потребности для весеннего сева 1949 года» с вручением ордена Ленина и золотой медали «Серп и Молот» (№ 3607).
В последующем в течение 17 лет трудилась птичницей на птицеферме этого же совхоза. Ежегодно показывала высокие трудовые результаты, получая от каждой несушки не менее 190 яиц в год. За выдающиеся трудовые достижения была награждена орденами Октябрьской Революции и Трудового Красного Знамени.
Неоднократно участвовала во Всесоюзной выставке ВДНХ.
После выхода на пенсию проживала в посёлке имени Артёма (с 2016 года — Долгая Балка) Константиновского района. Умерла в августе 2010 года. Похоронена на местном кладбище.

## Награды
- Герой Социалистического Труда
- Орден Ленина
- Орден Трудового Красного Знамени (22.03.1966)
- Орден Октябрьской Революции (08.04.1971)
- Серебряная и две бронзовые медали ВДНХ
- Почётный гражданин Константиновского района (25.10.2006)